# Udo Kawasser

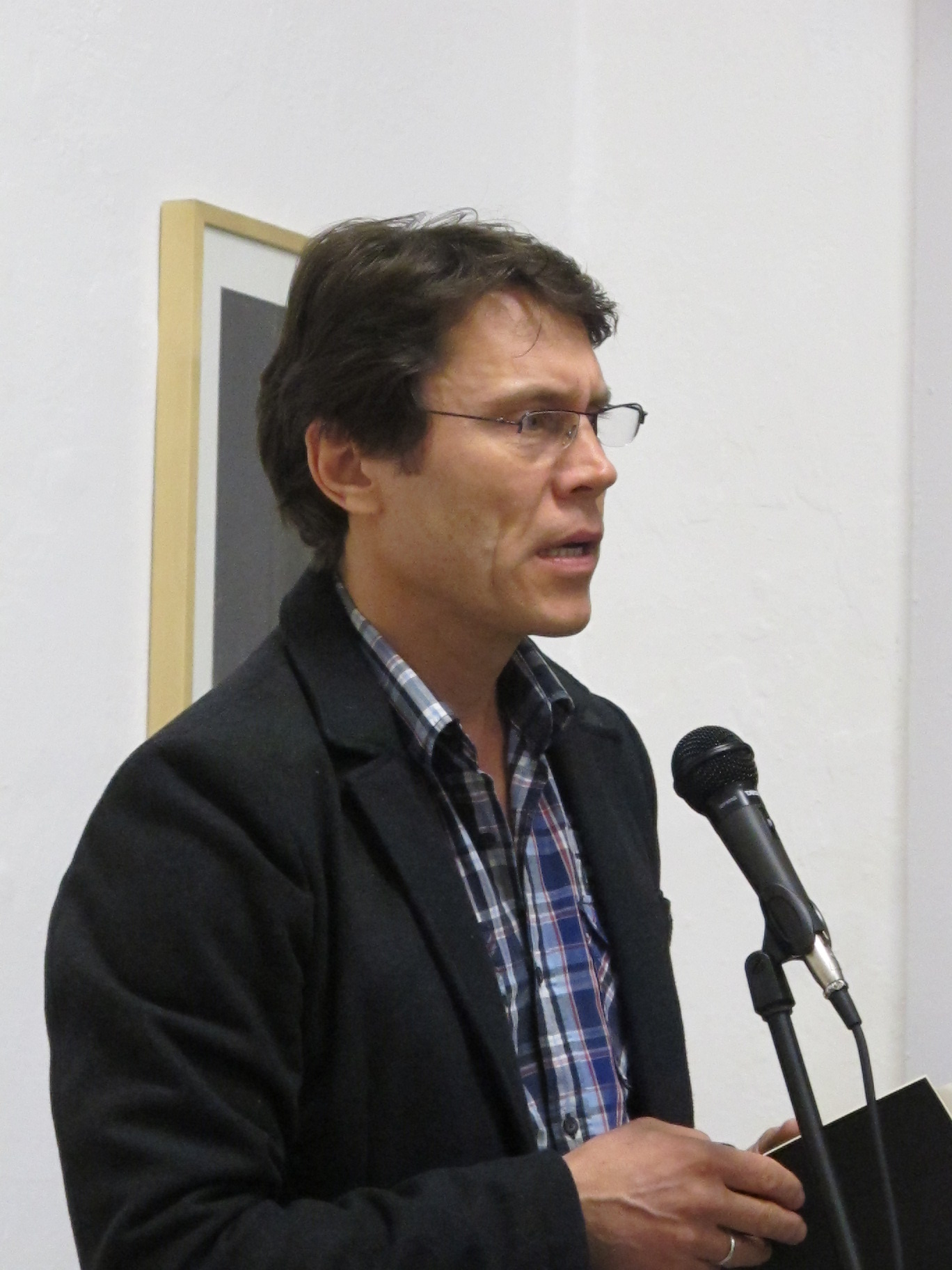
Udo Kawasser bei einer Lesung in der Buchhandlung der Lyrikverlage auf der Leipziger Buchmesse 2014

Udo Kawasser (* 1965) ist ein österreichischer Schriftsteller, Übersetzer, zeitgenössischer Tänzer und Choreograph. 

## Leben
Udo Kawasser wuchs in Lauterach am Bodensee auf. Er studierte Deutsche, Französische und Spanische Philologie in Innsbruck und Wien.  
Kawasser arbeitet als zeitgenössischer Tänzer und Choreograph und verfasst Lyrik, Prosa und Essays, die er in Zeitungen, Zeitschriften und Anthologien in Österreich, Deutschland, der Schweiz, Belgien, Argentinien, Mexiko und Kuba veröffentlicht hat.  
2009 nahm er am V. Internationalen Poesiefestival in Granada/Nicaragua teil. 
Udo Kawasser übersetzt spanischsprachige Literatur ins Deutsche und arbeitete in den vergangenen Jahren mit dem kubanischen Autor Carlos A. Aguilera zusammen. Er übersetzte für die Literaturzeitschriften Lichtungen, Ostragehege und ndl mehrere Dossiers kubanischer, chilenischer und nicaraguanischer Lyrik. 2002 leitete er einen Lyrik-Übersetzungsworkshop in Havanna, aus dem die zweisprachige Anthologie deutschsprachiger Dichtung El cerebro que canta. Siete poetas de lengua alemana hervorging. 
Udo Kawasser lebt in Wien. 

## Einzeltitel
- Einbruch der Landschaft. Zürich–Havanna. Prosa. Ritter Verlag, Klagenfurt 2007, ISBN 978-3-85415-403-7.
- kein mund. mündung. Gedichte. parasitenpresse, Köln 2008.
- vom augenrand. Gedichte. Mit Bildern von Karin Ferrari. Bucher Verlag, Hohenems/Wien 2011.
- kleine kubanische grammatik. Gedichte. Mit einem Gedicht von Reina María Rodríguez, Edition Keiper, Graz 2012, ISBN 978-3-9503343-1-9.
- Unterm Faulbaum. Aufzeichnungen aus der Au. Sonderzahl Verlag, Wien 2016. ISBN 978-3-85449-460-7.
- Ried. Sonderzahl Verlag, Wien 2019. ISBN 978-3-85449-533-8.

## Anthologien und Literaturzeitschriften (Auswahl)
- Erika Kronabitter (Hrsg.): HAB DEN DER DIE DAS. Friederike Mayröcker zum 90. Geburtstag. Edition Art Science, Sankt Wolfgang 2014.
- Theo Breuer und Traian Pop (Hrsg.): Matrix 28. Atmendes Alphabet für Friederike Mayröcker. Pop Verlag, Ludwigsburg 2012.

## Auszeichnungen
- 2001: Vorarlberger Literaturstipendium
- 2005/2010: 3. Preis Feldkircher Lyrikpreises
- 2006/07 / 2009/10: Österreichisches Staatsstipendium für Literatur
- 2007: 2. Prosapreis Brixen/Hall
- 2008: Dulzinea Lyrikpreis
- 2012: Vorarlberger Literaturstipendium

## Übersetzungen

### Spanisch / Deutsch
- Carlos A. Aguilera: Theorie der chinesischen Seele,  Leipziger Literaturverlag, Leipzig 2007.
- Carlos A. Aguilera (Hrsg.): Die Leere Utopie. Intellektuelle und Staat in Kuba. Essays. Leykam Verlag, Graz 2005.
- Carlos A. Aguilera: Die Chinamaschine. Steirische Verlagsgesellschaft, Graz 2004.
- Francisco Ruiz Udiel: Jemand sieht mich weinen im Traum. hochroth Verlag, Wien 2013.

### Deutsch / Spanisch
- El cerebro que canta. Siete poetas de lengua alemana. Hg. und übersetzt von Udo Kawasser unter der Mitarbeit von Francisco Díaz Solar. Torre de Letras. La Habana. 2009.